# Jean Bugatti
Pour les articles homonymes, voir Bugatti (homonymie).
Gianoberto Bugatti, dit Jean (15 janvier 1909 - 11 août 1939) est un ingénieur en mécanique, designer et industriel constructeur automobile, pilote d'essai d'usine franco-italien, héritier de Bugatti, fondé par son père Ettore Bugatti en 1909.

## Biographie
Gianoberto Maria Carlo Bugatti est fils d'Ettore Bugatti (1881-1947), fondateur de la marque automobile Bugatti en France, petit-fils de l'artiste italien Carlo Bugatti (1856-1940), arrière-petit-fils du sculpteur italien Giovanni Luigi Bugatti renommé en Italie, neveu du sculpteur animalier italien Rembrandt Bugatti (1884-1916), et frère de Roland Bugatti (1922-1977).

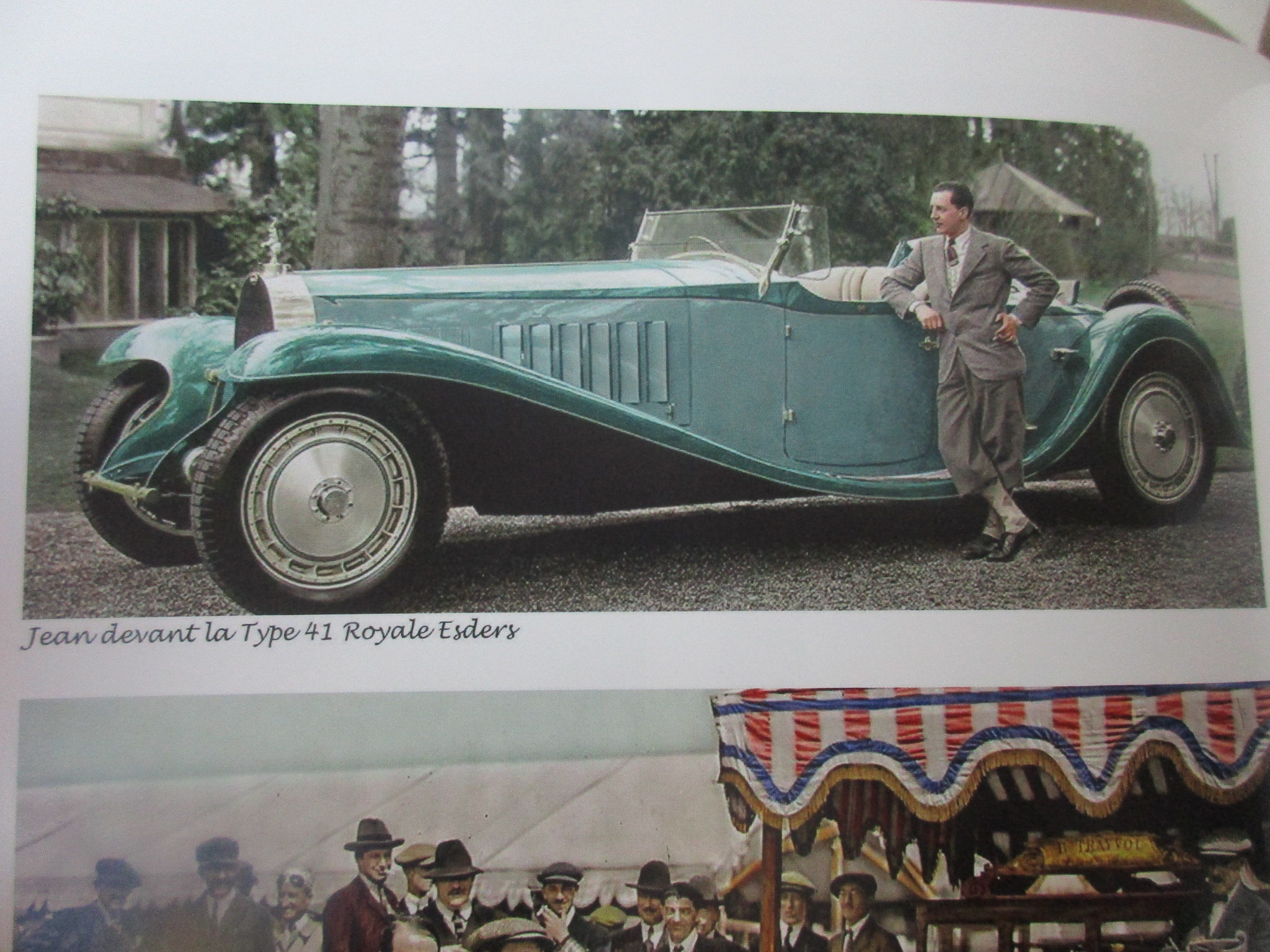
Avec sa Bugatti Royale Type 41 Roadster Esders de 1932.
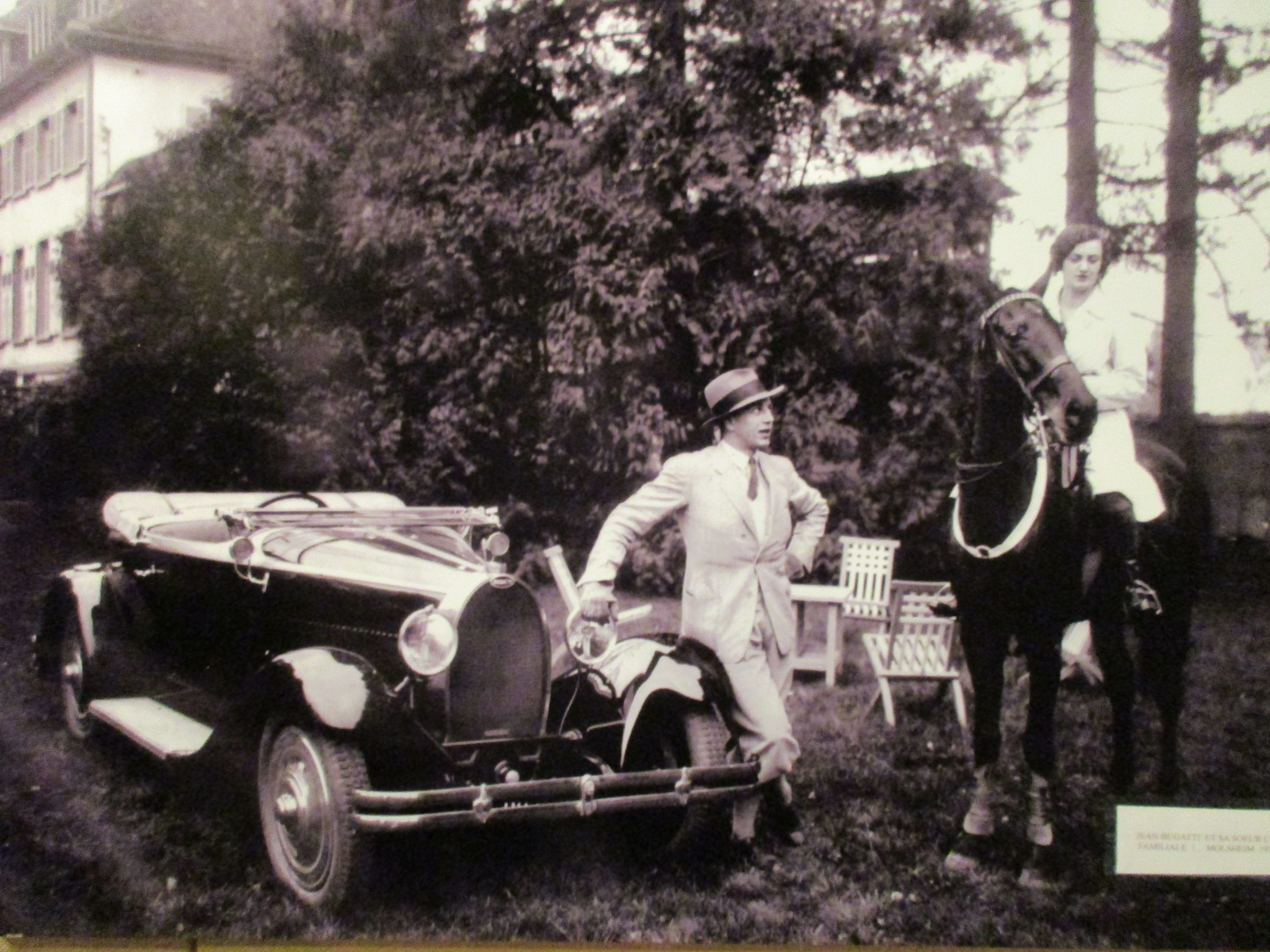
Avec sa sœur Lidia Bugatti en 1930.
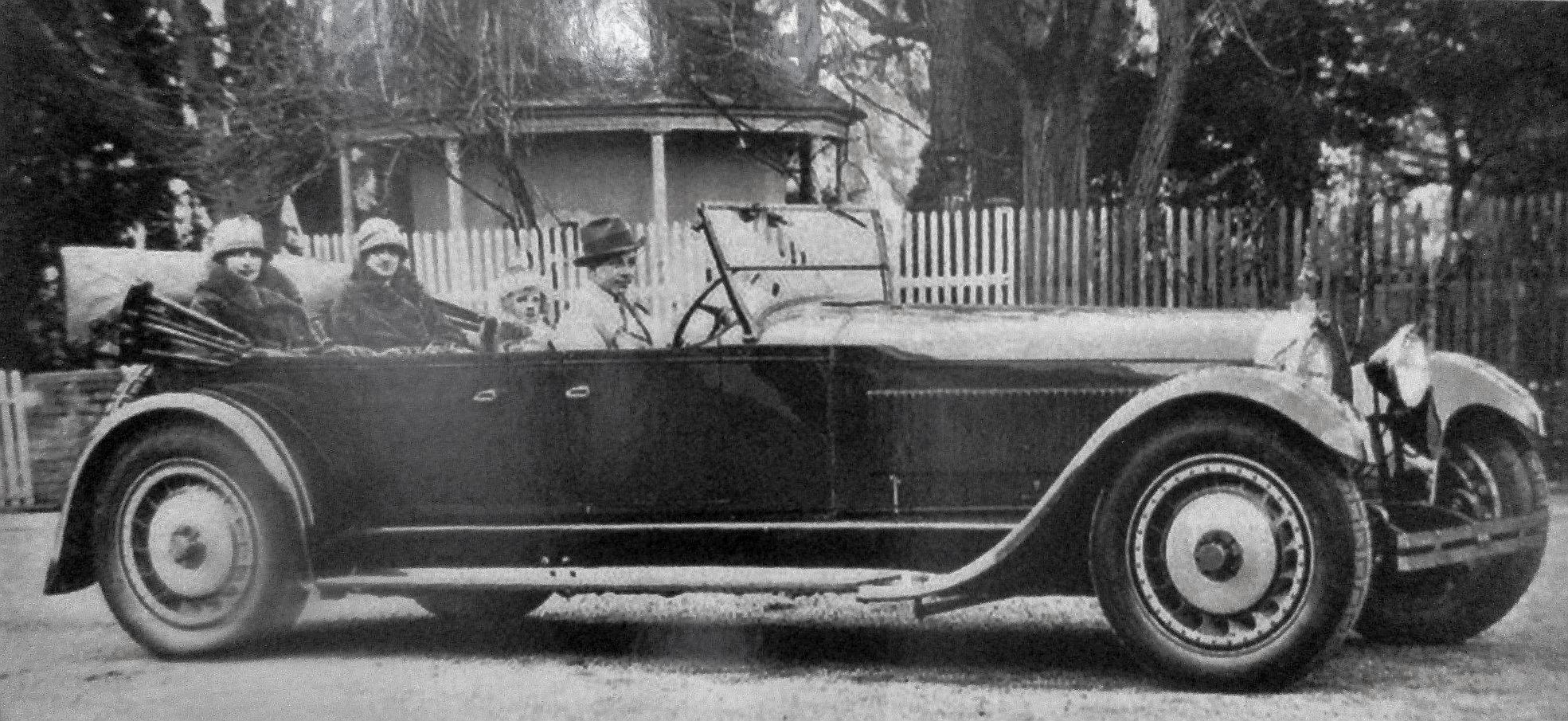
Au volant du premier prototype de Bugatti Royale Type 41 de 1926, avec ses sœurs L'Ebe, Lidia et son frère Roland.

En décembre 1909, année de sa naissance, son père fonde l'usine Bugatti de Molsheim-Dorlisheim, à 30 km au sud-ouest de Strasbourg, où il s’installe avec sa famille. Jean travaille très tôt comme ingénieur, au côté de son père au bureau d'étude de l'usine. Héritier du talent artistique de ses aïeux, il dessine très jeune de nombreuses carrosseries et déclinaisons, des automobiles Bugatti.

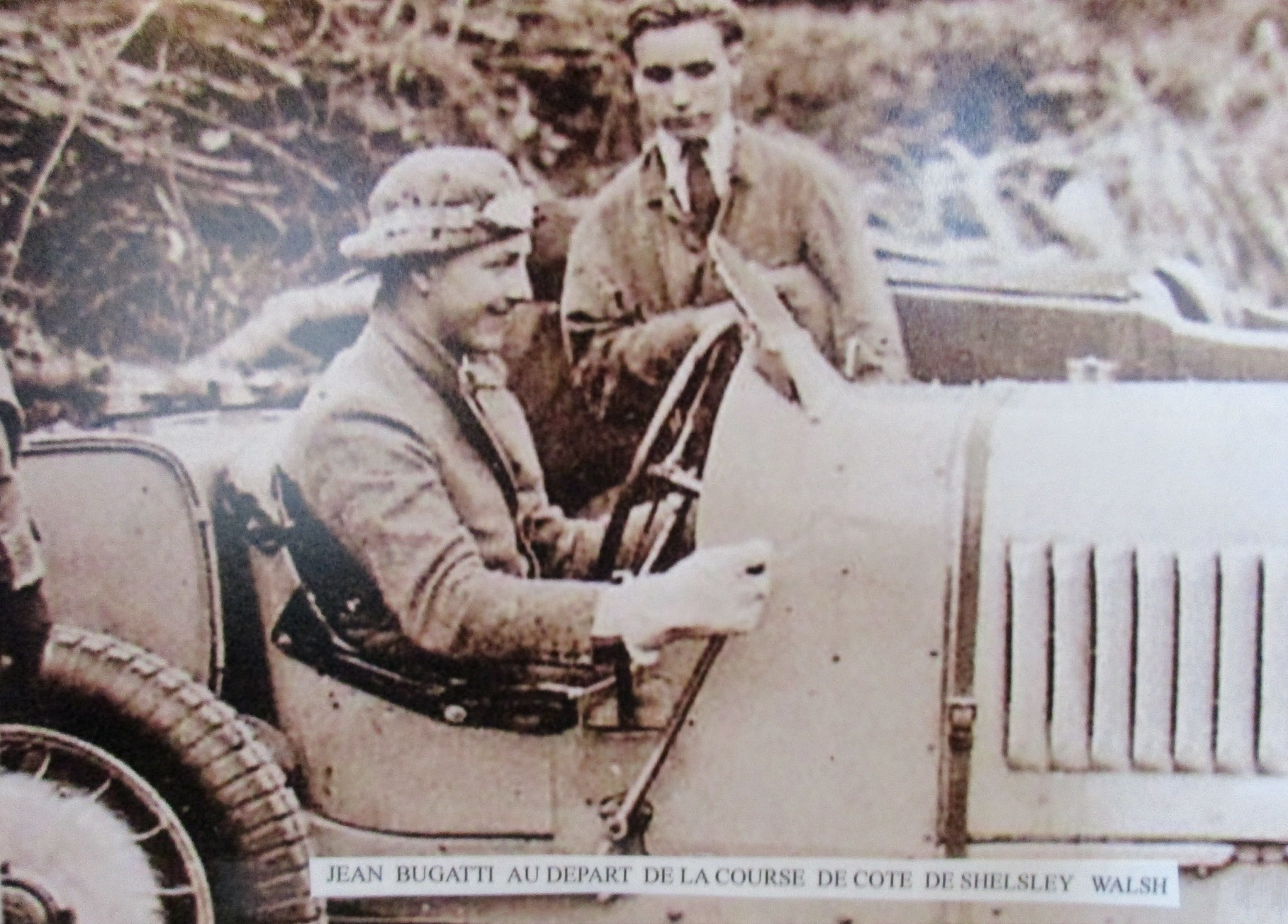
Au départ de la course de côte de Shelsley Walsh près du Pays de Galles.
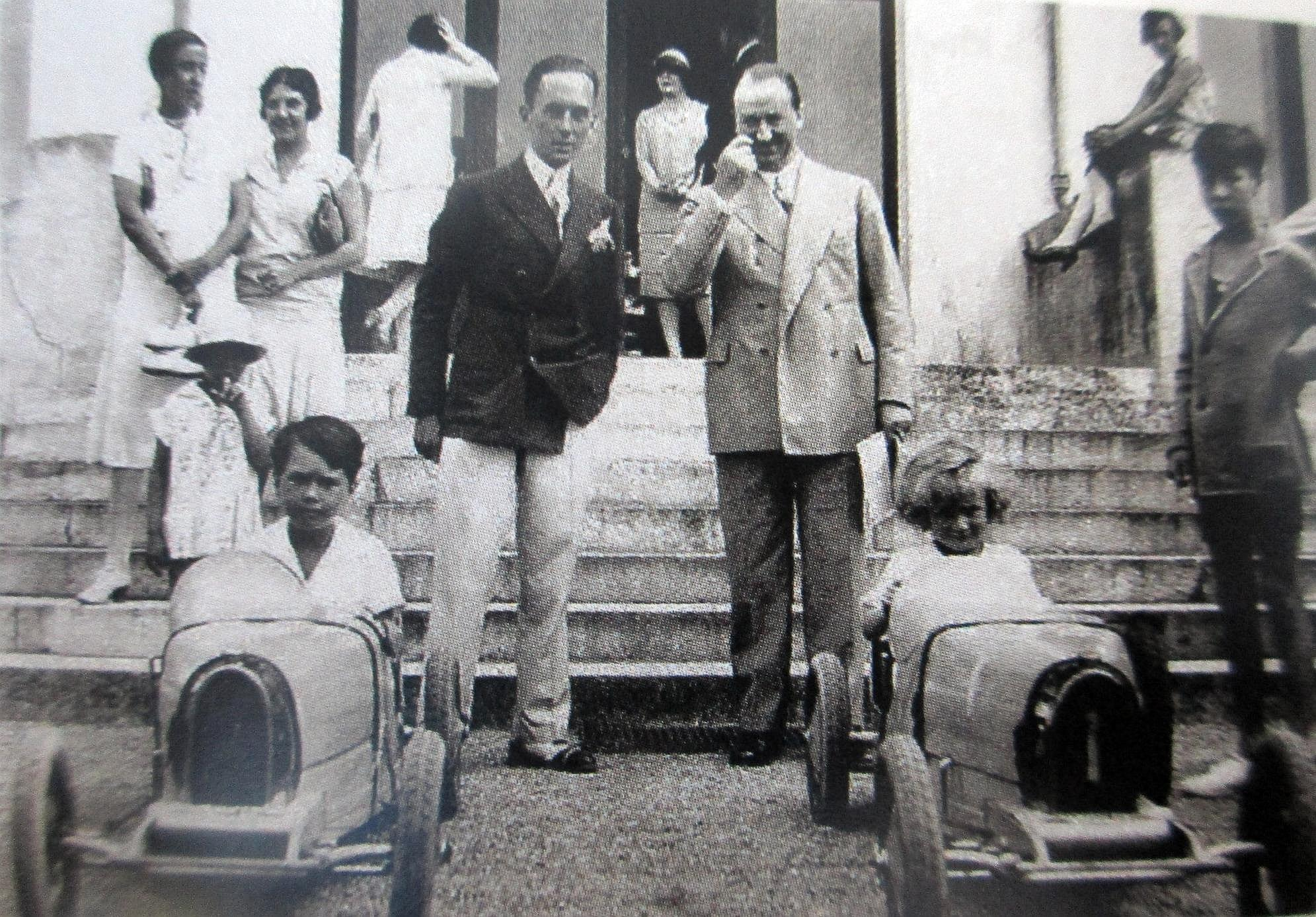
En veste noire, avec son père et son frère Roland Bugatti sur Bugatti Type 52.
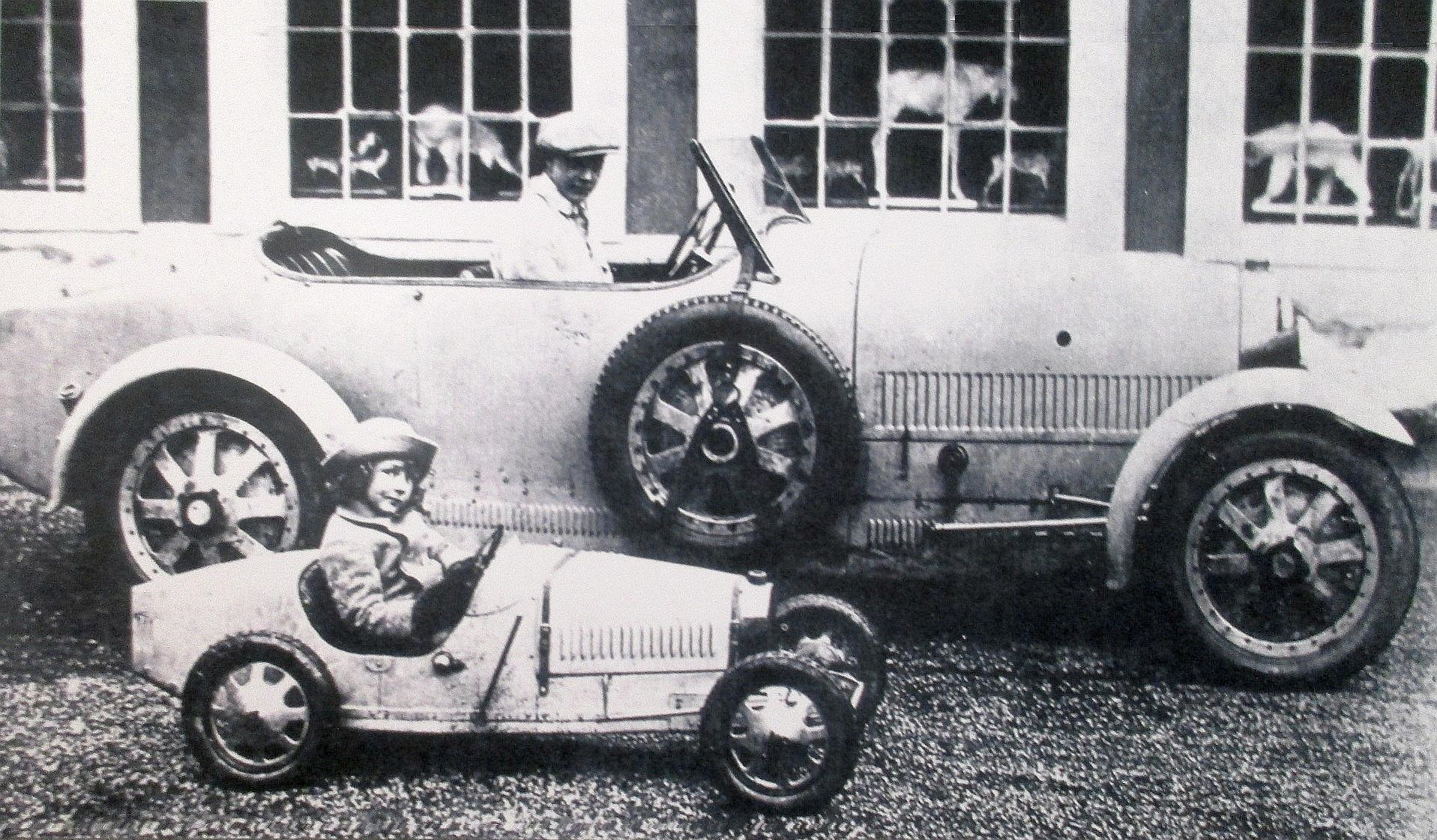
Avec son jeune frère Roland Bugatti vers 1926, avec leurs Bugatti Type 43 et Bugatti Type 52.

Il hérite également du génie en mécanique de son père, dont il contribue à moderniser l'œuvre avec en particulier la conception dans les années 1930 des Bugatti Type 50, 51, 53, 54, 55, 57, 59, 64..., à moteur 8 cylindres à double arbre à cames en tête suralimentés, pour succéder aux Bugatti Type 35 (chef-d'œuvre de son père), avec châssis surbaissés, freins hydrauliques.

Quelques Bugatti de Jean Bugatti
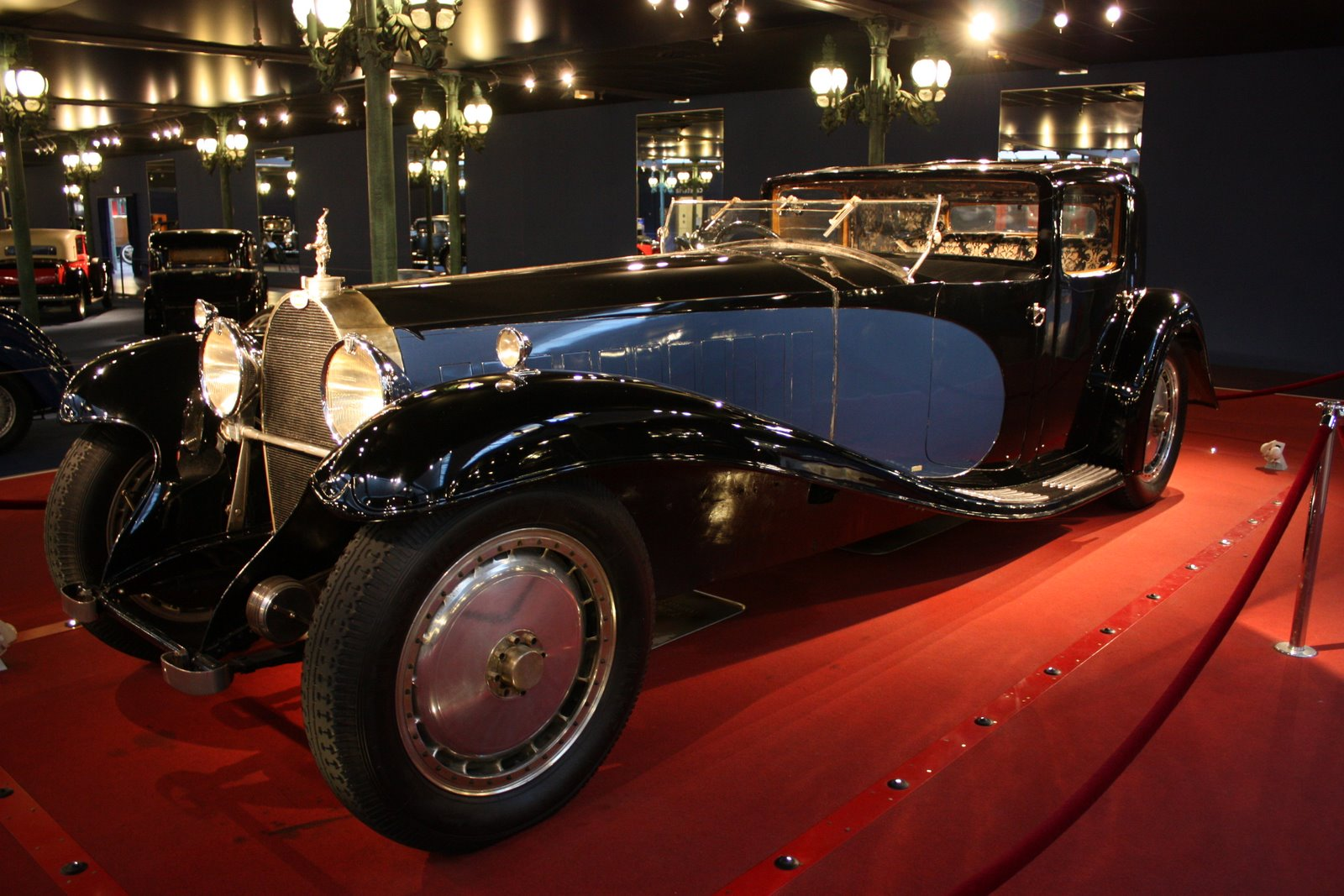
Bugatti Royale Type 41 « coupé du patron » (1926).
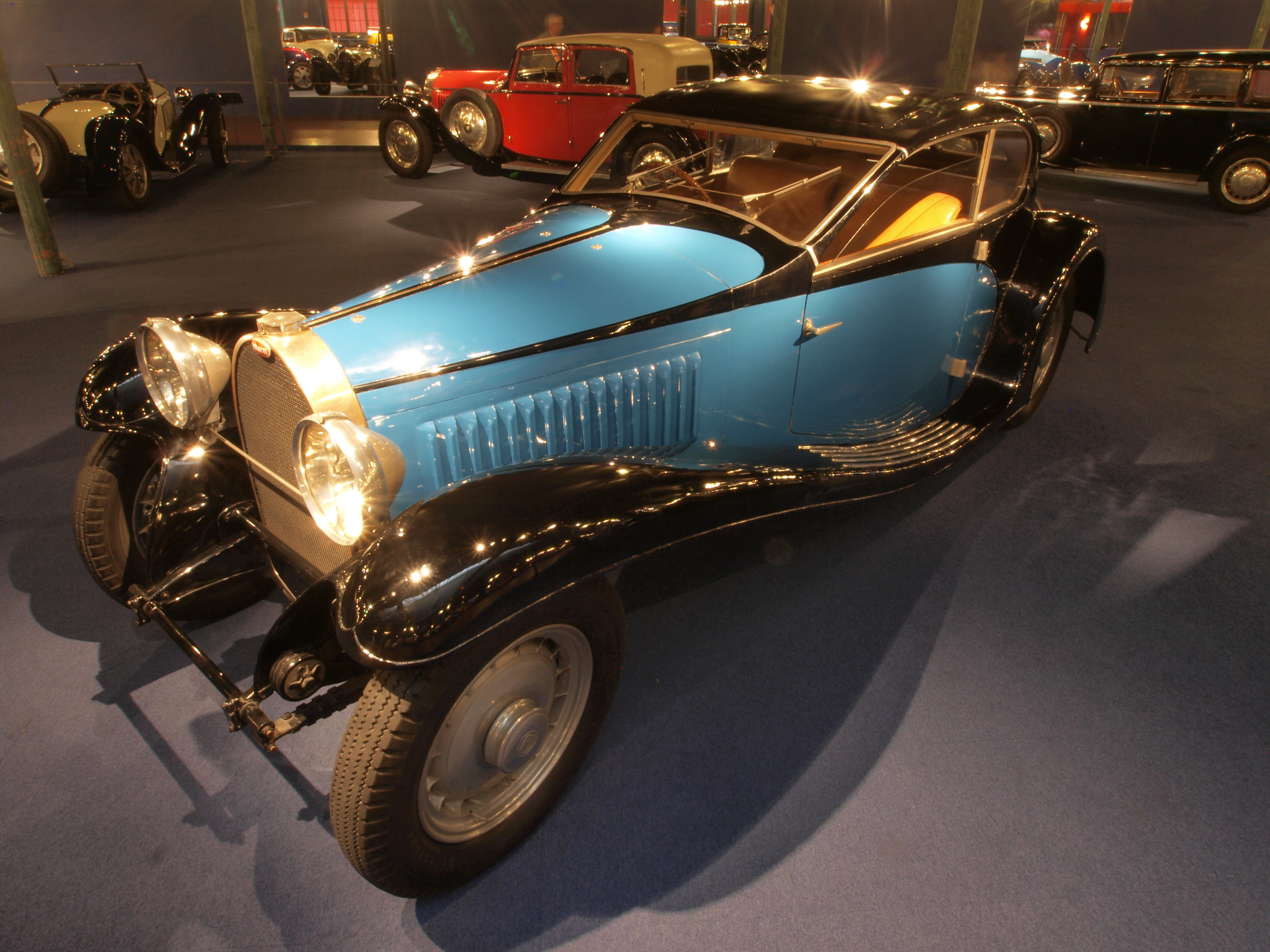
Bugatti Type 46 « Petite Royale » coach semi-profilée (1929).
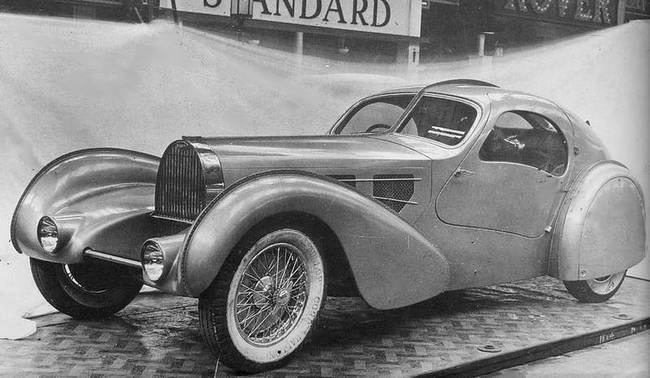
Bugatti Aérolithe (1935).
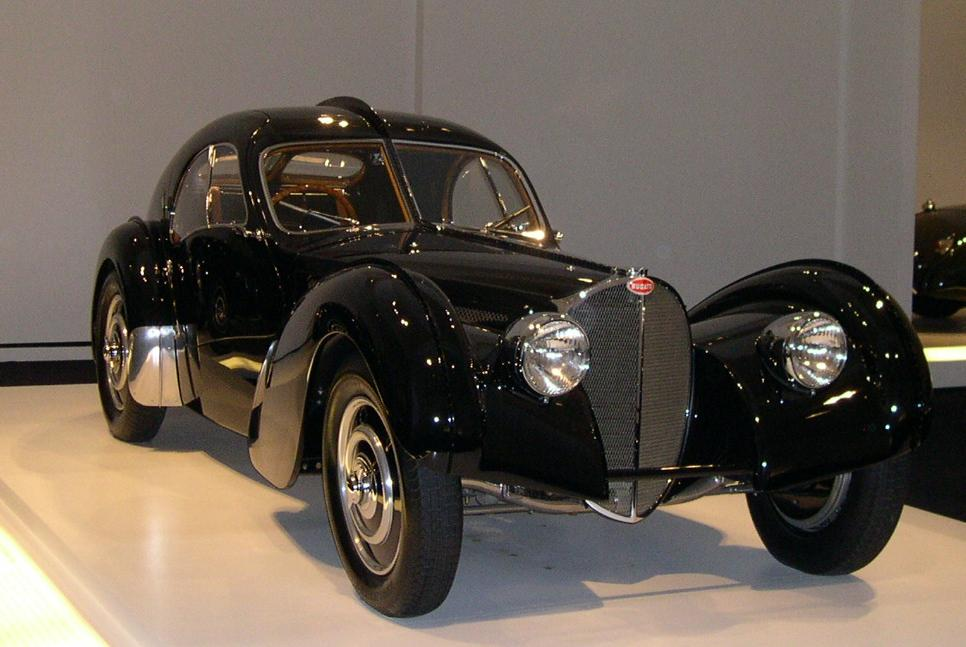
Bugatti Type 57 SC Atlantic (1938).

Dans les dernières années précédant la Seconde Guerre mondiale, son père lui délègue de plus en plus de responsabilités. Quelque temps après les grèves de 1936, Ettore se consacre à la branche Autorail Bugatti de Paris et laisse son fils à la direction de l’usine Bugatti de Molsheim. Il s’avère également doué en relation clientèle. Il dirige avec son père l’étude et la construction de canots de course, et de l’avion Bugatti-De Monge 100P.

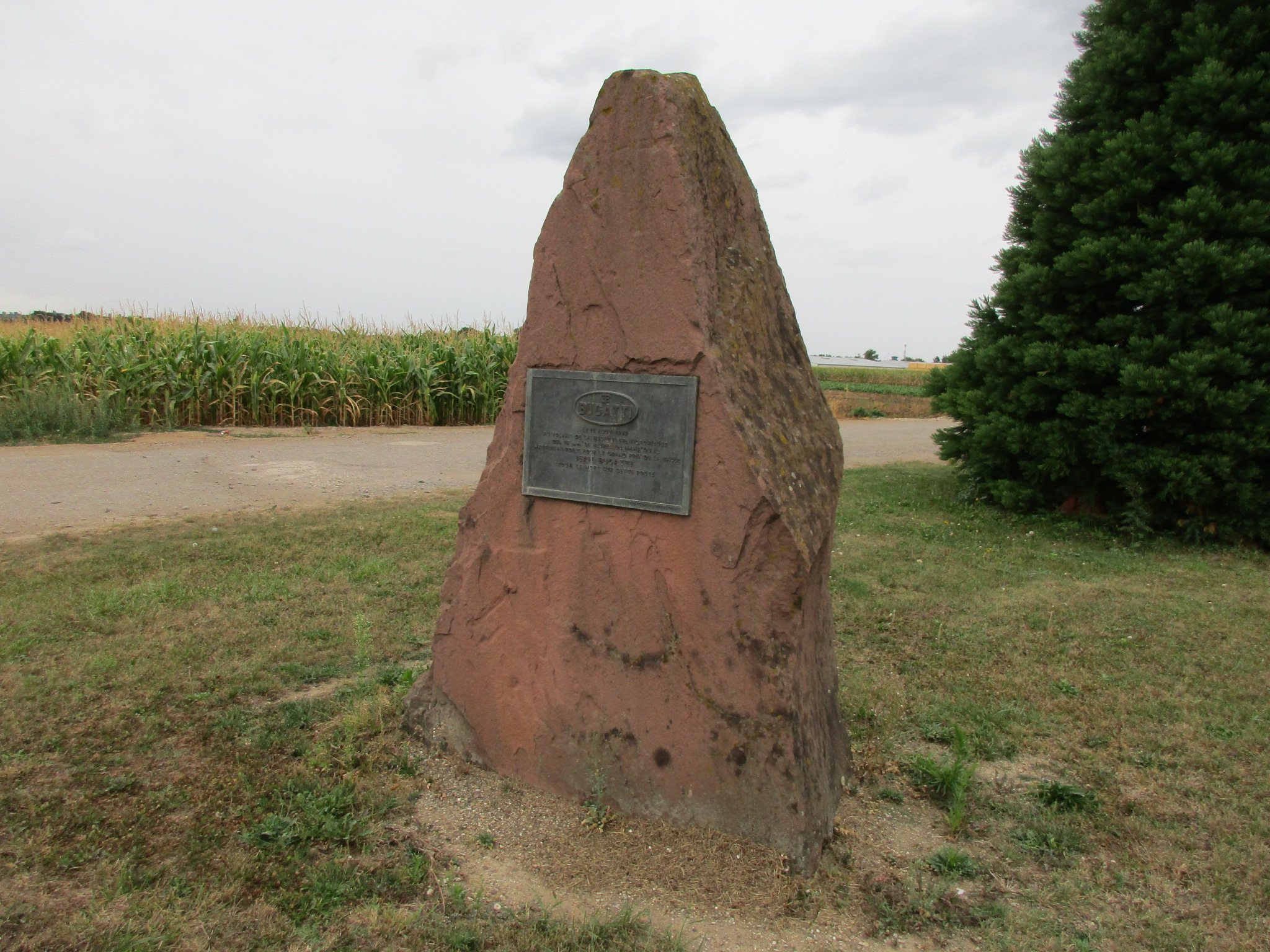
Stèle souvenir de Jean Bugatti, sur le lieu de sa disparition de Duppigheim, près de l'usine Bugatti de Molsheim.

Le 11 août 1939, Jean Bugatti se tue à l'âge de 30 ans, au cours d'essais d'usine et mise au point de la Bugatti Type 57 G Tank (victorieuse des 24 Heures du Mans 1937 et 24 Heures du Mans 1939) pour le Grand Prix automobile de La Baule. Lors des essais dans un chemin agricole de Duppigheim, un cycliste coupe la route à la voiture de Jean Bugatti, lequel quitte la route pour l'éviter et s'écrase contre un arbre.
Sa disparition, la déclaration de la Seconde Guerre mondiale trois semaines plus tard, les difficultés économiques de l'après-guerre, et le décès d'Ettore Bugatti en 1947, entraînent la disparition de la marque. En 37 ans, les père et fils Bugatti ont déposé plus de 1 000 brevets, fabriqué près de 7 500 voitures, embauché près de 1 400 employés et dominé la compétition automobile avec plus de 10 000 victoires et 37 records. Après avoir tenté de succéder aux deux fondateurs, en 1963 Roland Bugatti (fils cadet d'Ettore) vend la marque et l'usine Bugatti au constructeur aéronautique Hispano-Suiza (actuel Safran Landing Systems) qui réoriente la production industrielle vers le secteur aéronautique et spatial.